# 林放

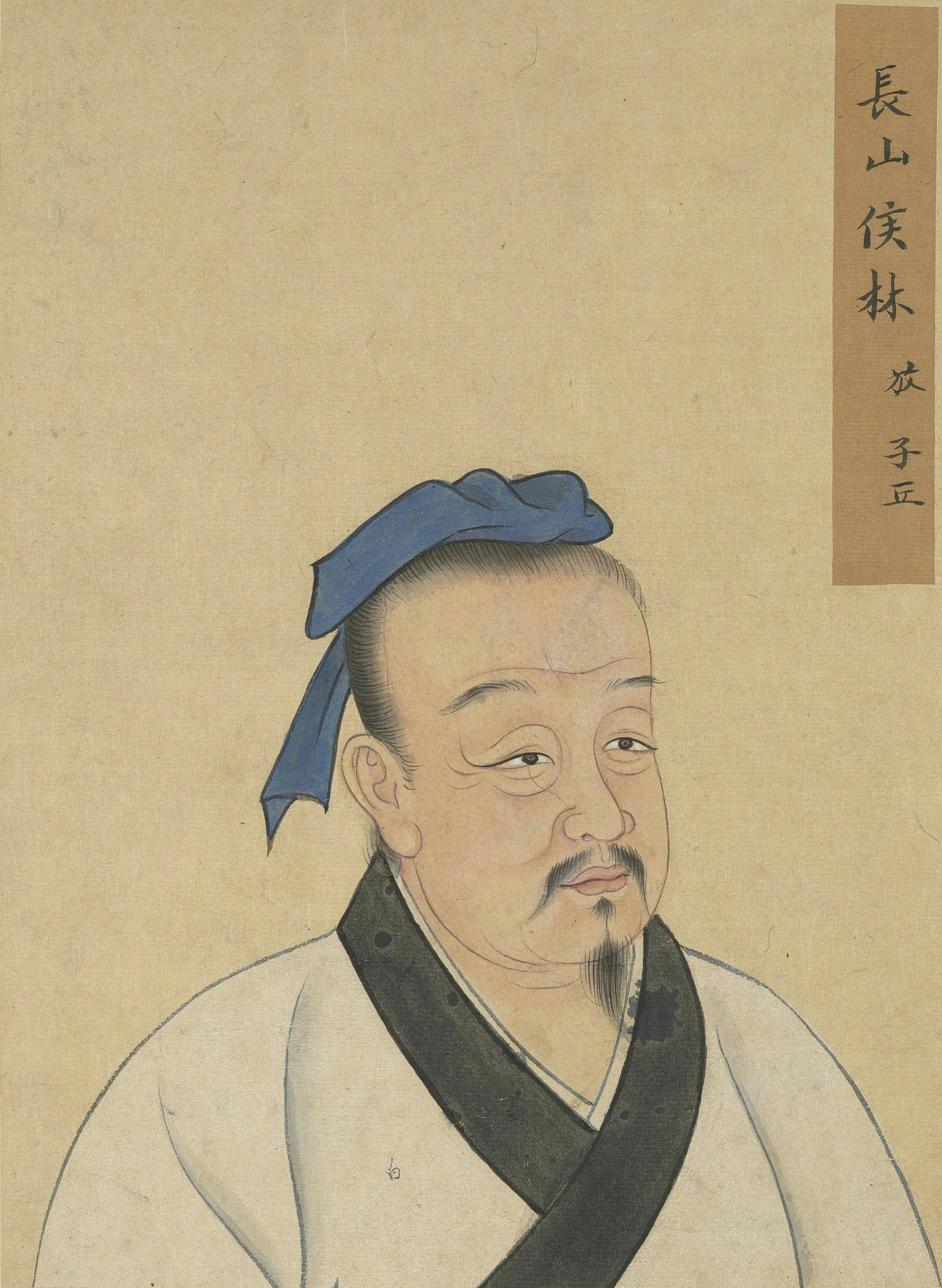
林放

林放（?—?），字子邱，春秋魯國清河（今属山东）人。孔子的七十二弟子之一。
林放是孔子的學生，他曾向孔子請教“禮之本”，也就是禮的根本。孔子說：「這真是個大問題！禮，與其奢華浩大，不如節儉樸素；喪事，與其很盛大完備，不如致祭的人都很哀戚。」曾在齊國任於陵（今属山东省邹平县）大夫。
季氏想要去祭祀泰山神（相當於後代的封禪），孔子認為季氏是僭越，問弟子冉有說：「你不能勸阻季氏麼？」冉有當時是季氏的家宰，他直接拒絕孔子：「不能。」孔子聞言，歎曰：「嗚呼！難道說泰山之神還不如林放？」意思是連林放都懂得禮法了，難道泰山神會違背禮法，接受季氏的祭拜麼？其餘事蹟不詳。
僅知死後有一墓存於山東曲阜，林放墓位于今天的山东省济宁市曲阜市小雪镇林家村，閩南、台灣地區則尊之為王爺神，稱為敵天大帝。

## 榮譽
- 唐开元二十七年（739年），唐玄宗 赠封 清河伯。
- 宋大中祥符二年（1009年），宋真宗 贈封 长山侯。